# Салова Неоніла Михайлівна
Неоніла Михайлівна Салова (1860, село Нові Луски, Мглинський повіт, Чернігівська губернія - 1941, Чита) - революціонерка, народниця, член партій «Народна воля» та соціалістів-революціонерів.

## Біографія
Народилася у жовтні 1860 року в селі Нові Луски Старо-Чешуйківської козачої волості Мглинського повіту Чернігівської губернії, у дворянській родині. В 1877 закінчила Чернігівську жіночу гімназію і вступила на фельдшерські курси в Санкт-Петербурзі.
Ще у гімназії познайомилася з революційною літературою. Особисто знала багатьох видатних діячів «Народної волі»: членів Виконавчого комітету С. Перовську, Н. Ошаніну, В. Фігнер, А. Квятковського, Г. Ісаєва і одного з лідерів «Народної волі» І. Яковського. Вела пропаганду серед робітників, але змушена була припинити її з конспіративних міркувань. Влітку 1880 вступила до партії «Народної волі» . Входила до Студентської організації, вела пропаганду серед учнівської молоді.
1881 року закінчила фельдшерські курси. У 1882 році поїхала до Харкова, потім до Одеси. Була одним із лідерів одеської організації «Народної волі». Наприкінці жовтня 1882 року за дорученням В. Фігнер вирушила до Швейцарії та передала Л. Тихомирову пропозиція М. Михайловського вступити в переговори зі «Священною дружиною» з метою добитися конституції, політичної свободи та звільнення політичних ув'язнених.
Брала участь у Паризькому з'їзді «Народної волі» наприкінці січня — на початку лютого 1884 року, була обрана до Розпорядчої комісії. У березні 1884 року разом з іншими членами комісії – Г. Лопатіним та В. Сухомліним — повернулася до Росії, брала участь у переговорах із «Молодою партією „Народної волі“». За словами В. Сухомліна, її виступи відрізнялися дружнім, довірчим характером та сприяли подоланню розколу.
Заарештовано 6 жовтня 1884 року. Півтора роки провела у Петропавлівській фортеці, потім була переведена до Будинку попереднього ув'язнення. У червні 1887 року судилася з процесу 21-го і була засуджена до страти. При затвердженні вироку страту замінили двадцятирічної каторгою. Каторгу відбувала Карі. В 1892 була переведена у вільну команду, в 1898 вийшла на поселення і поїхала в Читу.
Революцію 1905 року зустріла у Читі. У 1906-1907 роках була членом місцевого комітету партії есерів. Революцію 1917 року і Громадянську війну в Росії пережила Далекому Сході. Потім мешкала у Полтаві (Україна).
Зазнавала репресій радянського уряду. В 1935 була арештована НКВС.
Померла 1941 року в Читі.

## Чоловік
- Микола Яцевич (1861-1910 або 1912) - революціонер, політичний каторжанин.